# Governatore del New Hampshire
Il governatore del New Hampshire è il capo dell'esecutivo statale e delle forze armate dello Stato del New Hampshire, Stati Uniti d'America.

## Elenco

### Partiti
Repubblicano (52)
  Democratico (21) 
  Democratico-Repubblicano (7)
  Federalisti (3)
  Whig (1) 
  Know Nothing (1)
| #             | Foto |        | Nome                      | Mandato          | Mandato          | Partito                          |
| #             | Foto | Inizio | Nome                      | Termine          |                  | Partito                          |
| ------------- | ---- | ------ | ------------------------- | ---------------- | ---------------- | -------------------------------- |
| 1 Presidente  |      |        | Meshech Weare             | 15 giugno 1776   | 1º giugno 1785   | Nessun partito                   |
| 2 Presidente  |      |        | John Langdon              | 1º giugno 1785   | 7 giugno 1786    | Nessun partito                   |
| 3 Presidente  |      |        | John Sullivan             | 7 giugno 1786    | 4 giugno 1788    | Federalisti                      |
| (2)           |      |        | John Langdon              | 4 giugno 1788    | 22 gennaio 1789  | Partito Democratico-Repubblicano |
| (3)           |      |        | John Sullivan             | 22 gennaio 1789  | 5 giugno 1790    | Federalista                      |
| 1 Governatore |      |        | Josiah Bartlett           | 5 giugno 1790    | 5 giugno 1794    | Democratico-Repubblicano         |
| 2 Governatore |      |        | John Taylor Gilman        | 5 giugno 1794    | 6 giugno 1805    | federalista                      |
| 3 Governatore |      |        | John Langdon              | 6 giugno 1805    | 8 giugno 1809    | Democratico-Repubblicano         |
| 6             |      |        | Jeremiah Smith            | 8 giugno 1809    | 5 giugno 1810    | federalista                      |
| (2)           |      |        | John Langdon              | 5 giugno 1810    | 5 giugno 1812    | Democratico-Repubblicano         |
| 7             |      |        | William Plumer            | 5 giugno 1812    | 3 giugno 1813    | Democratico-Repubblicano         |
| (5)           |      |        | John Taylor Gilman        | 3 giugno 1813    | 6 giugno 1816    | federalista                      |
| (7)           |      |        | William Plumer            | 6 giugno 1816    | 3 giugno 1819    | Democratico-Repubblicano         |
| 8             |      |        | Samuel Bell               | 3 giugno 1819    | 5 giugno 1823    | Democratico-Repubblicano         |
| 9             |      |        | Levi Woodbury             | 5 giugno 1823    | 3 giugno 1824    | Democratico-Repubblicano         |
| 10            |      |        | David L. Morril           | 3 giugno 1824    | 7 giugno 1827    | Democratico-Repubblicano         |
| 11            |      |        | Benjamin Pierce           | 7 giugno 1827    | 5 giugno 1828    | Democratico-Repubblicano         |
| 12            |      |        | John Bell                 | 5 giugno 1828    | 4 giugno 1829    | Nazionale Repubblicano           |
| (11)          |      |        | Benjamin Pierce           | 4 giugno 1829    | 3 giugno 1830    | Democratico                      |
| 13            |      |        | Matthew Harvey            | 3 giugno 1830    | 28 febbraio 1831 | Democratico                      |
| -             |      |        | Joseph M. Harper          | 28 febbraio 1831 | 2 giugno 1831    | Democratico                      |
| 14            |      |        | Samuel Dinsmoor           | 2 giugno 1831    | 5 giugno 1834    | Democratico                      |
| 15            |      |        | William Badger            | 5 giugno 1834    | 2 giugno 1836    | Democratico                      |
| 16            |      |        | Isaac Hill                | 2 giugno 1836    | 5 giugno 1839    | Democratico                      |
| 17            |      |        | John Page                 | 5 giugno 1839    | 2 giugno 1842    | Democratico                      |
| 18            |      |        | Henry Hubbard             | 2 giugno 1842    | 6 giugno 1844    | Democratico                      |
| 19            |      |        | John H. Steele            | 6 giugno 1844    | 4 giugno 1846    | Democratico                      |
| 20            |      |        | Anthony Colby             | 4 giugno 1846    | 3 giugno 1847    | Partito Whig                     |
| 21            |      |        | Jared W. Williams         | 3 giugno 1847    | 7 giugno 1849    | Democratico                      |
| 22            |      |        | Dinsmoor Samuel Junior    | 7 giugno 1849    | 3 giugno 1852    | Democratico                      |
| 23            |      |        | Noah Martin               | 3 giugno 1852    | 8 giugno 1854    | Democratico                      |
| 24            |      |        | Nathaniel B. Baker        | 8 giugno 1854    | 7 giugno 1855    | Democratico                      |
| 25            |      |        | Ralph Metcalf             | 7 giugno 1855    | 4 giugno 1857    | Know Nothing                     |
| 26            |      |        | William Haile             | 4 giugno 1857    | 2 giugno 1859    | Repubblicano                     |
| 27            |      |        | Ichabod Goodwin           | 2 giugno 1859    | 6 giugno 1861    | Repubblicano                     |
| 28            |      |        | Nathaniel S. Berry        | 6 giugno 1861    | 3 giugno 1863    | Repubblicano                     |
| 29            |      |        | Joseph A. Gilmore         | 3 giugno 1863    | 8 giugno 1865    | Repubblicano                     |
| 30            |      |        | Frederick Smyth           | 8 giugno 1865    | 6 giugno 1867    | Repubblicano                     |
| 31            |      |        | Walter Harriman           | 6 giugno 1867    | 3 giugno 1869    | Repubblicano                     |
| 32            |      |        | Onslow Stearns            | 3 giugno 1869    | 8 giugno 1871    | Repubblicano                     |
| 33            |      |        | James A. Weston           | 8 giugno 1871    | 6 giugno 1872    | Democratico                      |
| 34            |      |        | Ezekiel A. Straw          | 6 giugno 1872    | 3 giugno 1874    | Repubblicano                     |
| (33)          |      |        | James A. Weston           | 3 giugno 1874    | 10 giugno 1875   | Democratico                      |
| 35            |      |        | Person C. Cheney          | 10 giugno 1875   | 7 giugno 1877    | Repubblicano                     |
| 36            |      |        | Benjamin F. Prescott      | 7 giugno 1877    | 5 giugno 1879    | Repubblicano                     |
| 37            |      |        | Natt Head                 | 5 giugno 1879    | 2 giugno 1881    | Repubblicano                     |
| 38            |      |        | Charles H. Bell           | 2 giugno 1881    | 7 giugno 1883    | Repubblicano                     |
| 39            |      |        | Samuel W. Hale            | 7 giugno 1883    | 4 giugno 1885    | Repubblicano                     |
| 40            |      |        | Moody Currier             | 4 giugno 1885    | 2 giugno 1887    | Repubblicano                     |
| 41            |      |        | Charles H. Sawyer         | 2 giugno 1887    | 6 giugno 1889    | Repubblicano                     |
| 42            |      |        | David H. Goodell          | 6 giugno 1889    | 8 gennaio 1891   | Repubblicano                     |
| 43            |      |        | Hiram A. Tuttle           | 8 gennaio 1891   | 5 gennaio 1893   | Repubblicano                     |
| 44            |      |        | John Butler Smith         | 5 gennaio 1893   | 3 gennaio 1895   | Repubblicano                     |
| 45            |      |        | Charles A. Busiel         | 3 gennaio 1895   | 7 gennaio 1897   | Repubblicano                     |
| 46            |      |        | George A. Ramsdell        | 7 gennaio 1897   | 5 gennaio 1899   | Repubblicano                     |
| 47            |      |        | Frank W. Rollins          | 5 gennaio 1899   | 3 gennaio 1901   | Repubblicano                     |
| 48            |      |        | Chester B. Jordan         | 3 gennaio 1901   | 1º gennaio 1903  | Repubblicano                     |
| 49            |      |        | Nahum J. Bachelder        | 1º gennaio 1903  | 5 gennaio 1905   | Repubblicano                     |
| 50            |      |        | John McLane               | 5 gennaio 1905   | 3 gennaio 1907   | repubblicano                     |
| 51            |      |        | Charles M. Floyd          | 3 gennaio 1907   | 7 gennaio 1909   | Repubblicano                     |
| 52            |      |        | Henry B. Quinby           | 7 gennaio 1909   | 5 gennaio 1911   | Repubblicano                     |
| 53            |      |        | Robert P. Bass            | 5 gennaio 1911   | 2 gennaio 1913   | Repubblicano                     |
| 54            |      |        | Samuel D. Felker          | 2 gennaio 1913   | 1º gennaio 1915  | Democratico                      |
| 55            |      |        | Rolland H Spaulding       | 1º gennaio 1915  | 2 gennaio 1917   | Repubblicano                     |
| 56            |      |        | Henry W. Keyes            | 2 gennaio 1917   | 6 gennaio 1919   | Repubblicano                     |
| 57            |      |        | John H. Bartlett          | 6 gennaio 1919   | 6 gennaio 1921   | Repubblicano                     |
| 58            |      |        | Albert O. Brown           | 6 gennaio 1921   | 4 gennaio 1923   | repubblicano                     |
| 59            |      |        | Fred H. Brown             | 4 gennaio 1923   | 1º gennaio 1925  | Democratico                      |
| 60            |      |        | John Gilbert Winant       | 1º gennaio 1925  | 6 gennaio 1927   | Repubblicano                     |
| 61            |      |        | Huntley N. Spaulding      | 6 gennaio 1927   | 3 gennaio 1929   | Repubblicano                     |
| 62            |      |        | Charles W. Tobey          | 3 gennaio 1929   | 1º gennaio 1931  | Repubblicano                     |
| (60)          |      |        | John Gilbert Winant       | 1º gennaio 1931  | 3 gennaio 1935   | Repubblicano                     |
| 63            |      |        | Styles Bridges            | 3 gennaio 1935   | 7 gennaio 1937   | Repubblicano                     |
| 64            |      |        | Francis P. Murphy         | 7 gennaio 1937   | 2 gennaio 1941   | Repubblicano                     |
| 65            |      |        | Robert O. Blood           | 2 gennaio 1941   | 4 gennaio 1945   | Repubblicano                     |
| 66            |      |        | Charles M. Dale           | 4 gennaio 1945   | 6 gennaio 1949   | Repubblicano                     |
| 67            |      |        | Sherman Adams             | 6 gennaio 1949   | 1 gennaio 1953   | Repubblicano                     |
| 68            |      |        | Hugh Gregg                | 1 gennaio 1953   | 6 gennaio 1955   | Repubblicano                     |
| 69            |      |        | Lane Dwinell              | 6 gennaio 1955   | 1º gennaio 1959  | Repubblicano                     |
| 70            |      |        | Wesley Powell             | 1º gennaio 1959  | 3 gennaio 1963   | Repubblicano                     |
| 71            |      |        | John W. King              | 3 gennaio 1963   | 2 gennaio 1969   | Democratico                      |
| 72            |      |        | Walter R. Peterson Junior | 2 gennaio 1969   | 4 gennaio 1973   | Repubblicano                     |
| 73            |      |        | Thomson Meldrim Junior    | 4 gennaio 1973   | 4 gennaio 1979   | Repubblicano                     |
| 74            |      |        | Hugh Gallen               | 4 gennaio 1979   | 29 dicembre 1982 | Democratico                      |
| -             |      |        | Vesta M. Roy              | 29 dicembre 1982 | 6 gennaio 1983   | Repubblicano                     |
| 75            |      |        | John H. Sununu            | 6 gennaio 1983   | 4 gennaio 1989   | Repubblicano                     |
| 76            |      |        | Judd Gregg                | 4 gennaio 1989   | 2 gennaio 1993   | Repubblicano                     |
| -             |      |        | Ralph D. Hough            | 2 gennaio 1993   | 7 gennaio 1993   | Reppubblicano                    |
| 77            |      |        | Steve Merrill             | 7 gennaio 1993   | 9 gennaio 1997   | Repubblicano                     |
| 78            |      |        | Jeanne Shaheen            | 9 gennaio 1997   | 9 gennaio 2003   | Democratico                      |
| 79            |      |        | Craig Benson              | 9 gennaio 2003   | 6 gennaio 2005   | Repubblicano                     |
| 80            |      |        | John Lynch                | 6 gennaio 2005   | 3 gennaio 2013   | Democratico                      |
| 81            |      |        | Maggie Hassan             | 3 gennaio 2013   | 2 gennaio 2017   | Democratico                      |
| -             |      |        | Chuck Morse (ad interim)  | 2 gennaio 2017   | 5 gennaio 2017   | Repubblicano                     |
| 82            |      |        | Chris Sununu              | 5 gennaio 2017   | 8 gennaio 2025   | Repubblicano                     |
| 83            |      |        | Kelly Ayotte              | 8 gennaio 2025   | in carica        | Repubblicano                     |